# Virotutis
Virotutis é um epíteto céltico do deus-sol Apolo. O epíteto foi interpretado como significando "benfeitor da humanidade". Apolo Virotutis foi cultuado em, entre outros lugares, em Fins d'Annecy (Alta Saboia) e em Jublains (Maine-et-Loire).

## Etimologia
A etimologia do nome Virotutis é incerta. Supõe-se que o nome seja formado pelas raízes *Uiro-, que significa homem, ou másculo, e *teutā-, que significa pessoa, povo.